# Omarí Ajmédov
Omarí Sirazhudínovich Ajmédov (en ruso: Омари́ Сиражуди́нович Ахме́дов; 12 de octubre de 1987, Kizlyar, República de Daguestán, Rusia) es un artista marcial mixto profesional ruso que actualmente compite en la división de peso medio. Anteriormente luchó en Ultimate Fighting Championship.

## Biografía
Ajmédov nació el 12 de octubre de 1987 en la ciudad de Kizlyar, en la actual Daguestán (Rusia), y es un devoto musulmán suní. Al igual que muchos niños de Daguestán, Ajmédov se dedicó a la lucha libre desde una edad temprana y llegó a tener una exitosa carrera en este deporte antes de pasar a las MMA. Antes de su carrera en las MMA, Ajmédov también tuvo una carrera exitosa en el sambo de combate, así como en el combate ruso cuerpo a cuerpo y en el pancracio ruso.

## Carrera en las artes marciales mixtas

### Carrera temprana
Ajmédov hizo su debut profesional de MMA el 30 de enero de 2010, cuando se enfrentó a Isjan Zajarián en ProFC: Fight Night 2. Ganó la pelea a través de estrangulamiento por detrás. Después de esto, Ajmédov compilaría un récord profesional de 12-1 antes de ser firmado por Ultimate Fighting Championship en septiembre de 2013.

### Ultimate Fighting Championship
Ajmédov firmó un acuerdo de cuatro combates con la UFC en septiembre de 2013.
En su debut en la promoción, Ajmédov se enfrentó a Thiago Perpétuo el 9 de noviembre de 2013 en UFC Fight Night: Belfort vs. Henderson. Fue un combate de ida y vuelta en el que ambos recibieron golpes antes de que Ajmédov ganara el combate por nocaut. La victoria también le valió su primer premio de bonificación de Pelea de la Noche. Tras el combate, Ajmédov expresó su deseo de bajar al peso wélter.
En su debut en el peso wélter, Ajmédov se enfrentó a Gunnar Nelson el 8 de marzo de 2014 en UFC Fight Night: Gustafsson vs. Manuwa. Perdió el combate por sumisión por guillotina en el primer asalto.
Ajmédov se enfrentó a Mats Nilsson el 3 de enero de 2015 en UFC 182. Ganó la pelea por decisión unánime.
Ajmédov se enfrentó a Brian Ebersole el 6 de junio de 2015 en UFC Fight Night: Boetsch vs. Henderson, sustituyendo a un lesionado Alan Jouban. Ganó el combate por TKO después de que Ebersole no pudiera continuar tras el primer asalto debido a una lesión de rodilla sufrida por una patada de Ajmédov.
Se esperaba que Ajmédov se enfrentara a Lyman Good el 10 de diciembre de 2015 en UFC Fight Night: Namajunas vs. VanZant. Sin embargo, Good fue retirado del combate a finales de octubre y fue sustituido por Sérgio Moraes.
Ajmédov se enfrentó después a Elizeu Zaleski dos Santos el 16 de abril de 2016 en UFC on Fox: Teixeira vs. Evans. Tras ganar los dos primeros asaltos, Ajmédov fue derrotado por TKO en el tercero. La acción de ida y vuelta les valió a ambos participantes el premio de Pelea de la Noche.
Ajmédov fue tabulado como un reemplazo de corto aviso para Dominique Steele y se enfrentó a Kyle Noke el 27 de noviembre de 2016 en UFC Fight Night: Whittaker vs. Brunson. Ganó el combate por decisión unánime.
Ajmédov se enfrentó a Abdul Razak Alhassan el 28 de mayo de 2017 en UFC Fight Night: Gustafsson vs. Teixeira. Ganó el combate por decisión dividida.
Ajmédov se enfrentó a Marvin Vettori el 30 de diciembre de 2017 en UFC 219. El combate, de ida y vuelta, se saldó con un empate mayoritario.
Se esperaba que Ajmédov se enfrentara a CB Dollaway el 15 de septiembre de 2018 en UFC Fight Night: Hunt vs. Oleinik. Sin embargo, Ajmédov se retiró del combate a principios de septiembre y fue sustituido por el recién llegado a la promoción Artem Frolov.
Ajmédov se enfrentó a Tim Boetsch el 9 de marzo de 2019 en UFC Fight Night: Lewis vs. dos Santos. Ganó el combate por decisión unánime.
Ajmédov se enfrentó a Zak Cummings el 7 de septiembre de 2019 en UFC 242. Ganó el combate por decisión unánime.
Ajmédov se enfrentó a Ian Heinisch el 14 de diciembre de 2019 en UFC 245. Ganó el combate por decisión unánime.
Ajmédov se enfrentó a Chris Weidman el 8 de agosto de 2020 en UFC Fight Night: Lewis vs. Oleinik.
Perdió el combate por decisión unánime.
Ajmédov fue brevemente vinculado a una revancha con Marvin Vettori el 12 de diciembre de 2020 en UFC 256. Sin embargo, Ajmédov fue retirado del combate a mediados de octubre por razones no reveladas.
Se esperaba que Ajmédov se enfrentara a Tom Breese el 16 de enero de 2021 en UFC on ABC: Holloway vs. Kattar. Durante la semana de la pelea, la UFC optó por trasladar el combate a UFC on ESPN: Chiesa vs. Magny. Ganó el combate mediante una sumisión de brazo en el segundo asalto.
Ajmédov se enfrentó a Brad Tavares el 10 de julio de 2021 en UFC 264.  Perdió el combate por decisión dividida.
Tras su combate con Tavares, el 15 de julio se anunció que Ajmédov quedaba libre de la UFC.

## Campeonatos y logros

### Artes marciales mixtas
- Ultimate Fighting Championship
  - Pelea de la Noche (dos veces)  vs. Thiago Perpétuo y Elizeu Zaleski dos Santos[10][21]

### Pancracio
- Federación de Pancracio Rusa
  - Campeón nacional ruso de pancracio (dos veces)[5]

### Combate cuerpo a cuerpo
- Unión Rusa de Artes Marciales
  - Campeón nacional ruso de combate cuerpo a cuerpo (dos veces)[5]

### Sambo
- Federación de Sambo de Combate de Rusia
  - Campeón de Sambo de Combate de Daguestán[5]

## Récord en artes marciales mixtas
| Resultado | Récord | Oponente                  | Método                                     | Evento                                   | Fecha                   | Ronda | Tiempo | Localización            | Notas                        |
| --------- | ------ | ------------------------- | ------------------------------------------ | ---------------------------------------- | ----------------------- | ----- | ------ | ----------------------- | ---------------------------- |
| Victoria  | 21-6-1 | Brad Tavares              | Decisión (dividida)                        | UFC 264                                  | 10 de julio de 2021     | 3     | 5:00   | Las Vegas, Nevada       |                              |
| Victoria  | 21-5-1 | Tom Breese                | Sumisión (estrangulamiento del brazo)      | UFC on ESPN: Chiesa vs. Magny            | 20 de enero de 2021     | 2     | 1:41   | Abu Dhabi               |                              |
| Derrota   | 20-5-1 | Chris Weidman             | Decisión (unánime)                         | UFC Fight Night: Lewis vs. Oleinik       | 8 de agosto de 2020     | 3     | 5:00   | Las Vegas, Nevada       |                              |
| Victoria  | 20-4-1 | Ian Heinisch              | Decisión (unánime)                         | UFC 245                                  | 14 de diciembre de 2019 | 3     | 5:00   | Las Vegas, Nevada       |                              |
| Victoria  | 19-4-1 | Zak Cummings              | Decisión (unánime)                         | UFC 242                                  | 7 de septiembre de 2019 | 3     | 5:00   | Abu Dhabi               |                              |
| Victoria  | 18-4-1 | Tim Boetsch               | Decisión (unánime)                         | UFC Fight Night: Lewis vs. dos Santos    | 9 de marzo de 2019      | 3     | 5:00   | Wichita, Kansas         |                              |
| Empate    | 17-4-1 | Marvin Vettori            | Empate (mayoritario)                       | UFC 219                                  | 30 de diciembre de 2017 | 3     | 5:00   | Las Vegas, Nevada       | Regreso al peso medio.       |
| Victoria  | 17-4   | Abdul Razak Alhassan      | Decisión (dividida)                        | UFC Fight Night: Gustafsson vs. Teixeira | 28 de mayo de 2017      | 3     | 5:00   | Estocolmo               |                              |
| Victoria  | 16-4   | Kyle Noke                 | Decisión (unánime)                         | UFC Fight Night: Whittaker vs. Brunson   | 27 de noviembre de 2016 | 3     | 5:00   | Melbourne               |                              |
| Derrota   | 15-4   | Elizeu Zaleski dos Santos | TKO (puñetazos y rodillazos)               | UFC on Fox: Teixeira vs. Evans           | 16 de abril de 2016     | 3     | 3:03   | Tampa, Florida          | Pelea de la Noche.           |
| Derrota   | 15-3   | Sérgio Moraes             | TKO (puñetazos)                            | UFC Fight Night: Namajunas vs. VanZant   | 10 de diciembre de 2015 | 3     | 2:18   | Las Vegas, Nevada       |                              |
| Victoria  | 15-2   | Brian Ebersole            | TKO (lesión de rodilla)                    | UFC Fight Night: Boetsch vs. Henderson   | 6 de junio de 2015      | 1     | 5:00   | Nueva Orleans, Luisiana |                              |
| Victoria  | 14-2   | Mats Nilsson              | Decisión (unánime)                         | UFC 182                                  | 3 de enero de 2015      | 3     | 5:00   | Las Vegas, Nevada       |                              |
| Derrota   | 13-2   | Gunnar Nelson             | Sumisión (estrangulamiento por guillotina) | UFC Fight Night: Gustafsson vs. Manuwa   | 8 de marzo de 2014      | 1     | 4:36   | Londres                 | Debut en el peso wélter.     |
| Victoria  | 13-1   | Thiago Perpétuo           | KO (puñetazos)                             | UFC Fight Night: Belfort vs. Henderson   | 9 de noviembre de 2013  | 1     | 3:31   | Goiânia                 | Pelea de la Noche.           |
| Victoria  | 12-1   | Fabricio Nascimento       | Sumisión (estrangulamiento por guillotina) | Nord Desant                              | 13 de mayo de 2013      | 1     | 0:53   | Yugra                   |                              |
| Victoria  | 11-1   | Rafal Haratyk             | KO (puñetazo)                              | Battle of Stars 1                        | 22 de diciembre de 2012 | 1     | 2:26   | Majachkalá              |                              |
| Victoria  | 10-1   | Sergey Karpov             | Sumisión (estrangulamiento por guillotina) | Colosseum Battles Champions              | 21 de octubre de 2012   | 1     | 4:58   | Ufá                     |                              |
| Victoria  | 9-1    | Aleksander Boyko          | Sumisión (estrangulamiento por triángulo)  | Odessa Golden Cup                        | 9 de mayo de 2012       | 1     | 1:02   | Odesa                   |                              |
| Victoria  | 8-1    | Aliyor Isakov             | TKO (puñetazos)                            | Governors Cup: Saint Petersburg          | 12 de abril de 2012     | 1     | 3:05   | San Petersburgo         |                              |
| Victoria  | 7-1    | Talekh Nazhav-Zade        | TKO (puñetazos)                            | Governors Cup: Saint Petersburg          | 12 de abril de 2012     | 1     | 0:20   | San Petersburgo         |                              |
| Victoria  | 6-1    | Akbar Nabavizade          | TKO (puñetazos)                            | Governors Cup: Saint Petersburg          | 12 de abril de 2012     | 1     | 2:30   | San Petersburgo         | Regreso al peso medio.       |
| Victoria  | 5-1    | Mikhail Istomin           | Sumisión (barra de brazo)                  | ProFC: Grand Prix Global Finals          | 1 de octubre de 2011    | 1     | 1:22   | Volgogrado              |                              |
| Victoria  | 4-1    | Vladimir Semenov          | Decisión (dividida)                        | ProFC Grand Prix Global: Russia I        | 1 de octubre de 2011    | 2     | 5:00   | Volgogrado              | Debut en el peso semipesado. |
| Victoria  | 3-1    | Musa Arslangadzhiev       | TKO (puñetazos)                            | Urkarakh Fights                          | 22 de julio de 2011     | 1     | 3:50   | Urkarakh                |                              |
| Derrota   | 2-1    | Michail Tsarev            | Sumisión (estrangulamiento por guillotina) | ProFC: Russia Cup Stage 2                | 28 de noviembre de 2010 | 2     | 4:29   | Ufá                     |                              |
| Victoria  | 2-0    | Magomed Umarov            | Decisión (unánime)                         | Pancration Black Sea Cup                 | 9 de junio de 2010      | 2     | 5:00   | Anapa                   |                              |
| Victoria  | 1-0    | Ishkhan Zakharian         | Sumisión (estrangulamiento por detrás)     | ProFC: Fight Night 2                     | 30 de junio de 2010     | 1     | 3:40   | Rostov del Don          | Debut en el peso medio.      |